# Ribes aureum
Ribes aureum là một loài thực vật có hoa trong họ Grossulariaceae. Loài này được Pursh miêu tả khoa học đầu tiên năm 1813.